# Roberto Accornero
Roberto Accornero est un acteur italien né le 9 mars 1957 à Ivrée (Piémont).

## Biographie
Né en 1957, Roberto Accornero entame des études universitaires qu'il interrompt pour commencer très tôt à faire du théâtre. À partir de 1981, il commence à travailler pour les pièces de théâtre radiodiffusées, ce qui le conduit à un partenariat durable avec Alberto Gozzi et l'Institut Barlumen, société de production musicale et radiophonique.
Il a, entre autres, joué le rôle de monseigneur Angelo Dell'Acqua dans la minisérie Jean XXIII : le pape du peuple, et celui du Captain Aloisi dans la série Le Maréchal Rocca (it).

## Cinéma
- 1985 : Le Diable sur les collines (Il diavolo sulle colline) de Vittorio Cottafavi
- 1985 : La Double Vie de Mathias Pascal (Le due vite di Mattia Pascal) de Mario Monicelli
- 1987 : Remake de Ansano Giannarelli
- 1990 : L'aria serena dell'ovest (it) de Silvio Soldini
- 1995 : Pasolini, mort d'un poète ( Pasolini, un delitto italiano) de Marco Tullio Giordana
- 1997 : Tutti giù per terra de Davide Ferrario
- 2000 : L'educazione di Giulio (it) de Claudio Bondì (it)
- 2001 : Le Sang des innocents (Non ho sonno) de Dario Argento
- 2003 : Ma che colpa abbiamo noi de Carlo Verdone
- 2003 : Nos meilleures années (La meglio gioventù) de Marco Tullio Giordana
- 2004 : De reditu de Claudio Bondi
- 2005 : I giorni dell'abbandono de Roberto Faenza
- 2009 : L'Heure du crime (La doppia ora) de Giuseppe Capotondi
- 2009 : Don Giovanni, naissance d'un opéra (Io, Don Giovanni) de Carlos Saura
- 2010 : Frères d'Italie (Noi credevamo) de Mario Martone
- 2014 : Nos enfants (I nostri ragazzi) d'Ivano De Matteo

## Théâtre
- 1985 : La Mouette d'Anton Tchekhov, mis en scène par Mario Maranzana (it)
- 1986 : Le Misanthrope de Molière, mis en scène par Carlo Cecchi
- 1987 : La cenere di Vienna de Jean-Paul Sartre, mis en scène par Paola D'Ambrosio
- 1988 : L'uomo, la bestia e la virtù de Luigi Pirandello, mis en scène par Carlo Cecchi
- 1991 : Gli ultimi giorni dell'umanità de Karl Kraus, mis en scène par Luca Ronconi
- 1995 : La Dame de la mer de Henrik Ibsen, mis en scène par Beppe Navello (it)
- 1995 : Occupandosi di Tom de Lucy Gannon, mis en scène par Massimiliano Troiani
- 2004 : La République de Platon, mis en scène par Italo Spinelli (it)

## Radio
- 2001 : Sam Torpedo - théâtre radiophonique - Radio 3
- 2008 : La fabbrica di polli - théâtre radiophonique - Radio 3

## Doublage

### Cinéma
- Zack Ward dans Devil's Tomb - A caccia del diavolo
- Kevin Durand dans Captives
- Richard Jenkins dans Eddie (Carl Zimmer)
- Jacek Koman dans Son of a Gun (Sam)
- Benoît Poelvoorde dans Il prezzo della gloria
- Jean-Marc Roulot dans Ritorno in Borgogna
- Michel Vuillermoz dans Le Grand Partage
- Valéry Zeitoun dans Backstage
- Stephen Hogan dans Le Jeune Karl Marx
- Yehuda Almago dans Foxtrot
- Fatih Al dans Torna a casa, Jimi!
- Toshirô Yanagiba (en) dans Space Battleship
- Ryō Iwamatsu dans Tokyo Ghoul

### Telenovelas
- Jerónimo Gil dans Mi gorda bella
- Horacio Roca (es) dans I due volti dell'amore (it)
- Fabián Mazzei (it) dans Somos familia